# Левстрем, Эрнест Лаврентьевич
Эрне́ст Лавре́нтьевич Ле́встрем (фин. Ernst Löfström; 19 мая 1865, Выборг — 5 января 1937, Хельсинки) — генерал-майор российской императорской и генерал от инфантерии финской армии.
Был  главнокомандующим Восточной группы войск и комендантом города Выборга во время массового убийства русских во время   Выборгской резни.
Уроженец Великого Княжества Финляндского. Сын полковника.
Повезло ему в том, что нашим старшим полковником был в это время Эрнест Лаврентьевич Левстрем, в первый год войны командир 1-го Е. В. Гвардейского Стрелкового полка, заработавший себе и своему полку хорошее имя под Опатовым. Левстрем был среднего роста, худой и умный швед, великолепный стрелок, — тринадцать императорских призов, — и человек с тактом и с характером. Не все его одинаково любили, но уважали и слушались поголовно все.

## Биография

### В российской императорской армии
- 30 августа 1883 — Вступил в военную службу.
- 1885 — Окончил Финляндский кадетский корпус.
- 7 августа 1885 — Выпущен подпоручиком в Лейб-гвардии Семёновский полк.
- 1892 — Окончил Офицерскую стрелковую школу, приняв роту в Лейб-гвардии Семёновском полку.
- 6 декабря 1897 — Штабс-капитан.
- 6 мая 1900 — Капитан.
- 6 декабря 1906 — Полковник, переведён в роту Его Императорского Величества и назначен командиром 1-го батальона.
- Служил в лейб-гвардии 2-м Стрелковом Царскосельском полку.
- 1912 — Командир 91-го пехотного Двинского полка.
- 1914 — Выступил на фронт с полком.
- 17 августа 1914 — Отличился в сражении на реке Ходель.
- 30 сентября 1914 — Командир Лейб-гвардии 1-го Стрелкового полка.
- 21 октября 1914 — Отличился в бою под Опатовым, штыковым ударом пробившись из окружения сквозь порядки значительно сильнейшего противника, не оставив на поле боя трофеев.
- 18 декабря 1914 — Генерал-майор за боевые отличия.
- 7 февраля 1917 — Командир бригады 3-й гвардейской пехотной дивизии.
- 5 сентября 1917 — Начальник Гвардейской Стрелковой дивизии.

### В Финляндии
- 1917 — Эмигрировал в Финляндию.
- 1918 — Вступил в финскую армию, принял участие в боях с красными. Служил инспектором пехоты. Командовал Восточной группой войск.
- Апрель 1918 — взял город и крепость Выборг, за что был произведён в генерал-лейтенанты.
- Декабрь 1926 — Член полкового Объединения Лейб-гвардии Семёновского полка.
- 1927 — Генерал от инфантерии.
- 1928 — Вышел в отставку по возрасту.
- 1931 — Председатель Суда чести Объединения Лейб-гвардии 1-го Стрелкового полка.

Скончался 5-го января 1937 года в Хельсинки. Похоронен там же.

## Отличия
- Орден Святого Станислава 2-й степени (1905)
- Орден Святой Анны 2-й степени (1906)
- Орден Святого Владимира 4-й степени (1909)
- Георгиевское оружие (ВП 09.03.1915) за бой 17.08.1914 на р. Ходель
- Орден Святого Георгия 4-й степени (ВП 03.01.1915) за бой 21.10.1914 под Опатовым
- Орден Святого Станислава 1-й степени с мечами (1915)
- Орден Святой Анны 1-й степени с мечами (1915)
- Орден Святого Владимира 2-й степени с мечами (ВП 06.02.1916)